# Сентртаун (Оттава)

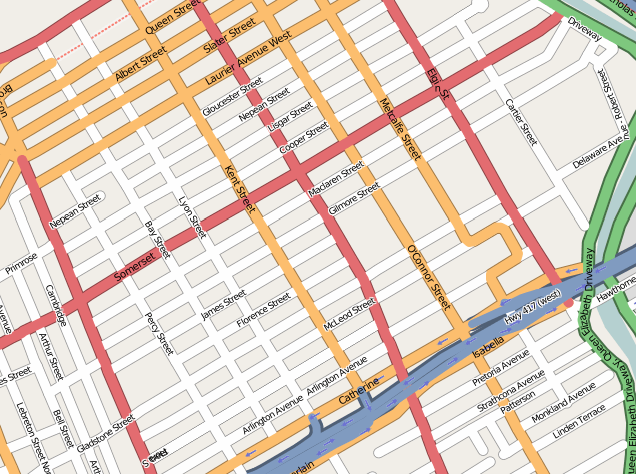
Сентртаун на карте Оттавы.

Сентртаун, англ. Centretown — район г. Оттава непосредственно к югу от Даунтауна. Северной границей являются Глостер-стрит и Лисгар-стрит, восточной — канал Ридо, на южной — шоссе Квинсуэй, а западной — Бронсон-авеню.
Исторически понятие Сентртаун (устаревшее название — Аптаун, «верхний город») включало значительно большую территорию — весь город к западу от канала Ридо, тогда как Лоуэртаун ключал всю территорию к востоку от канала. До настоящего времени в ряде случаев (например, для переписей) соседствующий с севера Даунтаун включается в состав Сентртауна.
Застройка Сентртауна смешанная — и жилые, и коммерческие здания. Последние расположены в основном вдоль крупных улиц, таких, как Бэнк-стрит и Элгин-стрит, тогда как застройка вдоль меньших улиц, таких, как Гладстон-стрит и Макларен-стрит — в основном жилая. Большинство жилых зданий — двухэтажные частные дома, однако имеются немногочисленные таунхаусы и даже высотные дома.
Среди достопримечательностей — Канадский музей природы, парк Дандональд, парк Джека Пёрселла, Оттавский клуб кёрлинга, Центральный автобусный вокзал Оттавы.